# Peristeranthus
Peristeranthus es un género monotípico de orquídeas epifitas. Su única especie: Peristeranthus hillii, es originaria de Australia.

## Descripción
Es una orquídea diminuta que prefiere el clima fresco, con hábito de epifita monopodial con un tallo semi-colgante, girando hacia arriba que lleva de 3 a 10 hojas apicalmente caídas, a menudo torcidas, color verde, veteadas. Florece en una inflorencia colgante, basal o axilar, de 10 a 25 cm de largo con muchas flores fragantes que aparecen en la primavera.

## Distribución y hábitat
Se encuentra en endémicas de Nueva Gales del Sur y Queensland, Australia, a elevaciones de nivel del mar a 1100 metros.   

## Taxonomía
Peristeranthus hillii fue descrita por (F.Muell.) T.E.Hunt y publicado en Queensland Naturalist 15: 17. 1954.
Sinonimia
- Ornithochilus hillii (F.Muell.) Benth.
- Saccolabium hillii F.Muell.